# Municipis d'Hidalgo
L'estat d'Hidalgo està format per 84 municipis:
| Municipis d'Hidalgo |                           |                         |            |                                      |                          |  |
|                     |                           |                         |            |                                      |                          |  |
| Codi INEGI          | Municipi                  | Capital municipal       | Codi INEGI | Municipi                             | Capital municipal        |  |
| 001                 | Acatlán                   | Acatlán                 | 043        | Nicolás Flores                       | Nicolás Flores           |  |
| 002                 | Acaxochitlán              | Acaxochitlán            | 044        | Nopala de Villagrán                  | Nopala                   |  |
| 003                 | Actopan                   | Actopan                 | 045        | Omitlán de Juárez                    | Omitlán de Juárez        |  |
| 004                 | Agua Blanca de Iturbide   | Agua Blanca de Iturbide | 046        | San Felipe Orizatlán                 | Orizatlán                |  |
| 005                 | Ajacuba                   | Ajacuba                 | 047        | Pacula                               | Pacula                   |  |
| 006                 | Alfajayucan               | Alfajayucan             | 048        | Pachuca de Soto                      | Pachuca de Soto          |  |
| 007                 | Almoloya                  | Almoloya                | 049        | Pisaflores                           | Pisaflores               |  |
| 008                 | Apan                      | Apan                    | 050        | Progreso de Obregón                  | Progreso                 |  |
| 009                 | El Arenal                 | El Arenal               | 051        | Mineral de la Reforma                | Pachuquilla              |  |
| 010                 | Atitalaquia               | Atitalaquia             | 052        | San Agustín Tlaxiaca                 | San Agustín Tlaxiaca     |  |
| 011                 | Atlapexco                 | Atlapexco               | 053        | San Bartolo Tutotepec                | San Bartolo Tutotepec    |  |
| 012                 | Atotonilco el Grande      | Atotonilco el Grande    | 054        | San Salvador                         | San Salvador             |  |
| 013                 | Atotonilco de Tula        | Atotonilco de Tula      | 055        | Santiago de Anaya                    | Santiago de Anaya        |  |
| 014                 | Calnali                   | Calnali                 | 056        | Santiago Tulantepec de Lugo Guerrero | Santiago Tulantepec      |  |
| 015                 | Cardonal                  | Cardonal                | 057        | Singuilucan                          | Singuilucan              |  |
| 016                 | Cuautepec de Hinojosa     | Cuautepec de Hinojosa   | 058        | Tasquillo                            | Tasquillo                |  |
| 017                 | Chapantongo               | Chapantongo             | 059        | Tecozautla                           | Tecozautla               |  |
| 018                 | Chapulhuacán              | Chapulhuacán            | 060        | Tenango de Doria                     | Tenango de Doria         |  |
| 019                 | Chilcuautla               | Chilcuautla             | 061        | Tepeapulco                           | Tepeapulco               |  |
| 020                 | Eloxochitlán              | Eloxochitlán            | 062        | Tepehuacán de Guerrero               | Tepehuacán de Guerrero   |  |
| 021                 | Emiliano Zapata           | Emiliano Zapata         | 063        | Tepeji del Río de Ocampo             | Tepeji del Río de Ocampo |  |
| 022                 | Epazoyucan                | Epazoyucan              | 064        | Tepetitlán                           | Tepetitlán               |  |
| 023                 | Francisco I. Madero       | Tepatepec               | 065        | Tetepango                            | Tetepango                |  |
| 024                 | Huasca de Ocampo          | Huasca de Ocampo        | 066        | Villa de Tezontepec                  | Tezontepec               |  |
| 025                 | Huautla                   | Huautla                 | 067        | Tezontepec de Aldama                 | Tezontepec de Aldama     |  |
| 026                 | Huazalingo                | Huazalingo              | 068        | Tianguistengo                        | Tianguistengo            |  |
| 027                 | Huehuetla                 | Huehuetla               | 069        | Tizayuca                             | Tizayuca                 |  |
| 028                 | Huejutla de Reyes         | Huejutla de Reyes       | 070        | Tlahuelilpan                         | Tlahuelilpan             |  |
| 029                 | Huichapan                 | Huichapan               | 071        | Tlahuiltepa                          | Tlahuiltepa              |  |
| 030                 | Ixmiquilpan               | Ixmiquilpan             | 072        | Tlanalapa                            | Tlanalapa                |  |
| 031                 | Jacala de Ledezma         | Jacala                  | 073        | Tlanchinol                           | Tlanchinol               |  |
| 032                 | Jaltocán                  | Jaltocán                | 074        | Tlaxcoapan                           | Tlaxcoapan               |  |
| 033                 | Juárez Hidalgo            | Juárez Hidalgo          | 075        | Tolcayuca                            | Tolcayuca                |  |
| 034                 | Lolotla                   | Lolotla                 | 076        | Tula de Allende                      | Tula de Allende          |  |
| 035                 | Metepec                   | Metepec                 | 077        | Tulancingo de Bravo                  | Tulancingo               |  |
| 036                 | San Agustín Metzquititlán | Metzquititlán           | 078        | Xochiatipan                          | Xochiatipan              |  |
| 037                 | Metztitlán                | Metztitlán              | 079        | Xochicoatlán                         | Xochicoatlán             |  |
| 038                 | Mineral del Chico         | Mineral del Chico       | 080        | Yahualica                            | Yahualica                |  |
| 039                 | Mineral del Monte         | Mineral del Monte       | 081        | Zacualtipán de Ángeles               | Zacualtipán              |  |
| 040                 | La Misión                 | La Misión               | 082        | Zapotlán de Juárez                   | Zapotlán de Juárez       |  |
| 041                 | Mixquiahuala de Juárez    | Mixquiahuala            | 083        | Zempoala                             | Zempoala                 |  |
| 042                 | Molango de Escamilla      | Molango                 | 084        | Zimapán                              | Zimapán                  |  |